# 玉山村
玉山村（たまやまむら）は、かつて岩手県岩手郡に所在していた村。詩人・石川啄木の故郷。
2006年（平成18年）1月10日、盛岡市に編入合併のうえ廃止され、合併から2016年3月31日までの間、その村域には合併特例法に基づく地域自治区「玉山区」が設置されていた。

## 歴史

### 沿革
- 1889年（明治22年）4月1日 - 町村制が施行される。
  - 旧・玉山村、日戸村、川又村、上田村の一部が合併し、南岩手郡玉山村が成立。
  - 藪川村が単独で村制施行し、南岩手郡藪川村が成立。
  - 旧・渋民村、下田村、川崎村、松内村、芋田村、門前寺村が合併し、北岩手郡渋民村が成立。
  - 旧・巻堀村、寺林村、馬場村、永井村、好摩村が合併し、北岩手郡巻堀村が成立。
- 1897年（明治30年）4月1日 - 郡の統合により北岩手郡と南岩手郡が合併し、岩手郡となる[1]。
- 1954年（昭和29年）4月1日 - 旧・玉山村、藪川村、渋民村が合併し、新たな玉山村となる。
- 1955年（昭和30年）2月1日 - 玉山村の一部が盛岡市に編入される。
- 1955年（昭和30年）6月1日 - 巻堀村を編入する。
- 1961年（昭和36年）2月1日 - 盛岡市の一部を編入する。
- 2006年（平成18年）1月10日 - 盛岡市に編入される。

## 行政
- 最後の村長：工藤久徳（くどう ひさのり、1992年11月1日就任）

- 指定金融機関 - 新岩手農業協同組合
  - 盛岡市への編入合併に伴い、合併後、新たに同市の指定代理金融機関に追加された（合併前の市域には、同組合の店舗展開がなかったため）。

## 交通

### 鉄道路線
- JR東日本
  - 花輪線：好摩駅
- IGRいわて銀河鉄道
  - いわて銀河鉄道線：渋民駅 - 好摩駅

### バス
- 岩手県交通
- 岩手県北バス
- JRバス東北

### 道路
- 一般国道
  - 国道4号
  - 国道282号
  - 国道455号
- 主要地方道
  - 岩手県道16号盛岡環状線
- 一般県道
  - 岩手県道129号好摩停車場線
  - 岩手県道158号藪川川口線
  - 岩手県道169号渋民川又線
  - 岩手県道199号西根好摩線
  - 岩手県道204号大志田停車場線

## 施設
- 巻堀神社

## 出身有名人
- 石川啄木 - 歌人・詩人・評論家
- 秋浜悟史 - 劇作家
- 佐藤千亜妃 - 女優・ミュージシャン（きのこ帝国メンバー）[2]